# A visszaút
A visszaút (eredeti cím: The Way Back) 2020-ban bemutatott amerikai sport-filmdráma, melyet Brad Ingelsby forgatókönyvéből Gavin O’Connor rendezett. A főszerepben Ben Affleck, Al Madrigal, Michaela Watkins és Janina Gavankar látható. A film zenéjét Rob Simonsen szerezte.
A történet középpontjában az alkoholista építőmunkás, Jack áll, akit felveszenek kosárlabdaedzőnek a régi középiskolájába.
Az Amerikai Egyesült Államokban 2020. március 6-án mutatták be a mozikban a Warner Bros. Pictures forgalmazásában. Mivel a Covid19-világjárvány miatt a mozik bezártak, a Warner Bros. 2020. március 24-én digitálisan elérhetővé tette a filmet. Általánosságban pozitív értékeléseket kapott a kritikusoktól, Affleck teljesítménye külön dicséretet kapott. Azonban bevételi szempontból nem teljesített jól, mert a COVID-19 miatt csak két hétig játszották a mozikban.

## Cselekmény
A CIF volt bajnok kosárlabdázója, Jack Cunningham (Ben Affleck) évekig próbálta alkoholba fojtani bánatát. Egykor profi játékos volt, de abbahagyta a játékot, mert rájött, hogy nem szerette őt az apja, csak az ügyessége miatt figyelt fel rá.
Jack függősége a házasságába került, amit kimondhatatlan veszteségnek érzett. Mivel azonban 1993 és 1995 között az év játékosa volt, váratlanul felhívja az alma materje, és felkéri az iskola kosárlabdacsapata új edzőjének. A régi edző infarktusa miatt nem tud megjelenni, bár a csapat azóta sem nyert meccset, és nem került be a döntőbe.
Jack vonakodva beleegyezik, és megkezdi a diákok felkészítését a közelgő meccsekre, majd elmondja nekik, hogy megvan az esélyük a sikerre, ha tudnak koncentrálni és bízni önmagukban.

## Szereplők
| Szerep           | Színész          | Magyar hang    |
| ---------------- | ---------------- | -------------- |
| Jack Cunningham  | Ben Affleck      | Széles Tamás   |
| Dan              | Al Madrigal      | Rajkai Zoltán  |
| Beth             | Michaela Watkins | Kiss Erika     |
| Angela           | Janina Gavankar  | Tornyi Ildikó  |
| doki             | Glynn Turman     |                |
| Kurt             | Todd Stashwick   |                |
| Brandon Durrett  | Brandon Wilson   | Baráth István  |
| Chubbs Hendricks | Charles Lott Jr. | Berkes Bence   |
| Kenny Dawes      | Will Ropp        |                |
| Eric             | Hayes MacArthur  |                |
| Diane            | Rachael Carpani  |                |
| Gale             | Marlene Forte    |                |
| Marcus Parrish   | Melvin Gregg     | Borbíró András |
| Sal DeSanto      | Chris Bruno      |                |
| Gerry Norris     | Dan Lauria       |                |

## A film készítése
A film forgatása 2018 októberében kezdődött Los Angelesben, San Pedro környékén.

## Bemutató
A film eredetileg a tervek szerint 2019. október 18-án jelent volna meg. Azonban a bemutató dátumát elhalasztották 2020. március 6-ra.
Március 19-én a Warner Bros. Pictures bejelentette, hogy a film digitális formátumban lesz elérhető az Amerikai Egyesült Államokban és Kanadában, valamint Premium Video on Demand platformon keresztül március 24-én, mivel a mozik bezártak a Covid19-világjárvány miatt. Csupán két héten keresztül tudták bemutatni a mozikban a szokásos 90 napos mozifutam helyett. A stúdió által forgalmazott másik film, a Ragadozó madarak (és egy bizonyos Harley Quinn csodasztikus felszabadulása) szintén ugyanezen okból a vártnál korábban jelent meg digitális formátumban. A film Blu-rayen és DVD-n 2020. május 19-én jelent meg.

## Fordítás
- Ez a szócikk részben vagy egészben  a   The Way Back (2020 film) című angol Wikipédia-szócikk fordításán alapul.  Az eredeti cikk szerkesztőit annak laptörténete sorolja fel. Ez a jelzés csupán a megfogalmazás eredetét és a szerzői jogokat jelzi, nem szolgál a cikkben szereplő információk forrásmegjelöléseként.